# Bouasone Bouphavanh
Bouasone Bouphavanh ທ່ານ ບົວສອນ ບຸບຜາວັນ (Bao Tao Poun, 3 giugno 1954) è un rivoluzionario, politico e patriota laotiano, primo ministro del Laos dal 2006 al 2010.

## Biografia
Bouasone studiò in Laos dal 1961 al 1974; membro del Partito Rivoluzionario del Popolo Lao, partecipò alle proteste e alle rivolte studentesche contro il governo precedente fino alla vittoria comunista. Quindi, dal 1986 al 1990 si recò a studiare presso le scuole politiche di Mosca, lasciando la città poco prima del collasso dell'URSS.
Verso la fine degli anni novanta, Bouasone divenne vicepresidente del Consiglio dei ministri e presidente del Comitato di Pianificazione di Stato. Il 3 ottobre 2003 divenne primo vicepresidente del Consiglio; era un membro dell'Ufficio Politico (Politburo) del Partito dal 2001 e considerato un protetto dell'allora presidente Khamtai Siphandon.
Quando Bounnhang Vorachith divenne vicepresidente della Repubblica, l'8 giugno 2006 Bousane lo sostituì alla presidenza del Consiglio. Attualmente Bousane è considerato uno degli esponenti principali della "nuova generazione" dei dirigenti del PRPL, più propensi ad una maggiore cooperazione e imitazione della Cina e più distaccati dal Vietnam rispetto ai loro predecessori. Pare inoltre essere sostenuto dall'ex presidente Khamtai. È stato sostituito nella carica di primo ministro il 23 dicembre 2010 da Thongsing Thammavong.